# Fredrik Åman
Fredrik Victor Åman (i riksdagen kallad Åman i Risingsbo), född 25 september 1810 i Arboga stadsförsamling, Västmanlands län, död 19 juli 1881 i Norrbärke församling, Kopparbergs län, var en svensk gods- och bruksägare samt politiker.
Åman var ledamot av riksdagens andra kammare 1867–1869, invald i Grangärde, Norrbärke och Söderbärke tingslags valkrets i Kopparbergs län. Han tillhörde Lantmannapartiet.